# Dendrobium rachmatii
Dendrobium rachmatii är en orkidéart som beskrevs av Johannes Jacobus Smith. Dendrobium rachmatii ingår i släktet Dendrobium, och familjen orkidéer.
Artens utbredningsområde är Sulawesi. Inga underarter finns listade i Catalogue of Life.